# Athene Donald
Athene Margaret Donald, DBE, FRS (Londres, 15 de maio de 1953) é uma física britânica. É professora de física experimental da Universidade de Cambridge, membro do Cambridge University Council e master do Churchill College (Cambridge).